# Xian de Long
Pour les articles homonymes, voir Long.
Le xian de Long (陇县 ; pinyin : Lǒng Xiàn) est un district administratif de la province du Shaanxi en Chine. Il est placé sous la juridiction de la ville-préfecture de Baoji.

## Démographie
La population du district était de 238 427 habitants en 1999.